# Schlacht von Pydna
Die Schlacht von Pydna am 22. Juni im Jahr 168 v. Chr. zwischen den Römern und den Makedonen unter König Perseus führte das Ende der makedonischen Dynastie der Antigoniden herbei. Sie war auch ein wichtiger Schritt bei der Ausweitung der römischen Herrschaft auf den östlichen Mittelmeerraum und gilt als klassisches Beispiel für die Gegenüberstellung einer makedonischen Phalanx und den römischen Legionen, in der sich Schwachpunkte der Phalanx zeigten. Die Schlacht von Pydna fand vermutlich zwischen Louloudies und dem antiken Pydna im westlich gelegenen, hügeligen, Gelände statt.

## Vorgeschichte
Der Dritte Makedonische Krieg begann 172 v. Chr. Die Römer fürchteten, dass das unter Perseus wieder erstarkte Makedonien ihnen die politische Kontrolle über Griechenland streitig machen könnte, und entschieden sich daher, angestachelt von griechischen Verbündeten wie dem attalidischen Königreich Pergamon, zur Vernichtung der antigonidischen Monarchie. Die römischen Truppen errangen anfangs eine Reihe von kleineren Siegen, da Perseus darauf verzichtete, seine Kräfte zu bündeln. Gegen Ende des Jahres 169 v. Chr. hatte sich das Blatt scheinbar gewendet; Perseus hatte die meisten Verluste wettgemacht, einige Erfolge erzielt und das wichtige religiöse Zentrum Dion wiedererobert. Dabei hatte er die Unfähigkeit mehrerer römischer Kommandeure ausgenutzt. Perseus verschanzte sich schließlich in einer nahezu uneinnehmbaren Stellung oberhalb des Flusses Elpeus im Nordosten Griechenlands und erwartete den römischen Angriff.

## Lucius Aemilius Paullus
Im folgenden Jahr wurde Lucius Aemilius Paullus nach Griechenland gesandt. Paullus war in diesem Jahr das zweite Mal Konsul geworden, was zu dieser Zeit noch recht ungewöhnlich war. Theodor Mommsen beschreibt ihn folgendermaßen: „Ein vorzüglicher Feldherr von der alten Schule, streng gegen sich und seine Leute und trotz seiner sechzig Jahre noch frisch und kräftig, ein unbestechlicher Beamter“. Andere Historiker beurteilen Paullus, der bei vielen Senatoren unbeliebt war, zwar weitaus weniger günstig, aber sein Talent als Feldherr war unbestritten.
Nach seiner Ankunft im römischen Lager am Fuß des Olymps sandte Paullus Publius Cornelius Scipio Nasica mit einer kleinen Armee (8200 Fußsoldaten und 120 Reiter) an die Küste nach Herakleion. Um zu verhindern, dass Überläufer seinen Plan verrieten, und um Perseus zu verwirren, behaupteten Paullus und Nasica, sie wollten Perseus am Fluss Elpeus angreifen. Nasica marschierte hingegen mit seinen Truppen in der Nacht zum Pass Pythion, um Perseus in den Rücken zu fallen. Trotz der Vorsichtsmaßnahmen gelang es jedoch einem römischen Deserteur, König Perseus den Plan mitzuteilen. Dieser schickte daraufhin den General Milon mit 12.000 Soldaten, um die Passstraße zu sperren. Nach Polybios schliefen Milons Männer, als Nasica sie erreichte, und konnten gerade noch fliehen. Nasica selbst dagegen behauptet, es habe ein scharfes Gefecht gegeben, in dem er persönlich einen Feind getötet habe, und Milon sei schließlich geflohen.
Damit war erreicht, was Paullus geplant hatte: Perseus, der eine Einkesselung fürchten musste, verließ seine Verschanzung am Elpeus und verlegte seine Armee nach Norden, in eine Stellung nahe Katerini, einem Dorf südlich von Pydna, einer weiten Ebene, die für die Operationen seiner Phalanx geeignet schien. Paullus rief Scipios Soldaten zur Hauptarmee zurück und marschierte mit seinen Truppen an der Küste entlang in die Nähe Katerinis, wo Perseus dabei war, seine Armee aufzustellen. Anstatt die Schlacht mit den vom Marsch ermüdeten Truppen zu beginnen, richteten die Römer westlich der Vorberge des Olocrus ihr Lager ein.
Als die römischen Soldaten sich zur Ruhe legten, wurde der Vollmond plötzlich grau und blass und verschwand schließlich ganz. Laut Plutarch versuchten die Römer, mit Fackeln und brennenden Ästen das Licht zurückzurufen. Im Lager der Makedonen ging dagegen angeblich das Gerücht um, eine Mondfinsternis künde vom Fall eines Königs. Paullus und seine Offiziere kannten zwar das Phänomen, nahm aber Rücksicht auf die Furcht ihrer Männer und opferten daher sofort elf Stuten für die Götter. Bei Tagesanbruch opferte Paullus dem Hercules ferner 20 Rinder, aber angeblich zeigten die Innereien keine gute Vorzeichen. Erst aus dem 21. wurde, wie es bei Plutarch heißt, gelesen, Paullus werde siegen, wenn er defensiv kämpfe. Wieweit dieser Bericht eine spätere Erfindung ist (Plutarch schrieb etwa 250 Jahre nach der Schlacht), lässt sich schwer sagen.

## Schlachtaufstellung

Truppenbewegungen vor der Schlacht

Am nächsten Tag, dem 22. Juni 168 v. Chr., warteten die Armeen bis zum Nachmittag mit dem Angriff. Der genaue Anlass für den Beginn der Schlacht ist unklar und soll zufällig, ohne die Bildung einer systematischen, geordneten Schlachtformation entstanden sein. Eine Version besagt, dass Paullus wartete, bis die Sonne seine Soldaten nicht mehr blendete, und dann ein ungezäumtes Pferd als Angriffssignal losschickte. Wahrscheinlicher ist jedoch, dass einige römische Fouragetruppen zu nahe an die Makedonen geraten waren und von einigen Thrakern in Perseus’ Armee angegriffen wurden.
Beide Armeen waren ungefähr gleich stark. Die Römer hatten 38.000 Männer, davon 33.400 Infanterie, zwei Legionen eingeschlossen. Die Makedonen und ihre Verbündeten hatten etwa 43.000 Soldaten, davon 25.000 Phalangiten. Etwa 4000 Mann auf jeder Seite gehörten zur Kavallerie. Die beiden Armeen wurden in jeweils üblicher Weise aufgestellt: Die Römer hatten die beiden Legionen ins Zentrum gestellt, die alliierte latinische, italische und verbündete griechische Infanterie zur Seite. Die Kavallerie stand auf den Flügeln, die römische rechte Flanke war durch 22 afrikanische Elefanten verstärkt. Die Phalanx bildete das makedonische Zentrum, wobei die 3000 Mann starke Elitegarde, die mit vergoldeten Waffen und rotgekleidet kämpfte, die linke Seite bildete. Leichtere Truppen, griechische Söldner und thrakische Infanterie, die schwarz gekleidet und mit schweren Kampfäxten ausgerüstet waren, standen auf den Flanken der Phalanx, während die makedonische Kavallerie ziemlich ungleichmäßig auf die beiden Flügel verteilt war. Das stärkere Kontingent war auf der makedonischen Rechten, wo Perseus persönlich die schwere Kavallerie kommandierte, einschließlich seiner Heiligen Schar.

## Schlachtverlauf

Ausgangsstellung der Truppen

Die beiden Zentren griffen gegen 15 Uhr an, wobei die Makedonen auf die Römer in der Nähe des römischen Lagers vorrückten. Paullus gab später an, dass der Anblick der Phalanx ihn mit Angst und Schrecken erfüllt habe. Die langen gegnerischen Lanzen, hielten die Römer davon ab, die Phalanx mit dem Schwert zu erreichen. Ohne großen Erfolg versuchten die Legionäre, die Lanzen herunterzudrücken oder deren Spitzen abzuschlagen. Die Römer wurden zurückgedrängt, und einige ihrer griechischen Alliierten verließen sogar schon das Schlachtfeld.
Aber als die makedonische Phalanx rasch vorwärts drängte, geriet sie in die Ausläufer der Hügel. Dort wurde der Boden uneben, die Linien der Phalanx waren zu lang und verloren ihren Zusammenhalt. Dadurch entstanden in den Reihen der Makedonen etliche Spalten und Klüfte. Damit war die Schlacht entschieden, denn Paullus teilte seine Kohorten auf, befahl ihnen, in die Lücken zwischen den Makedonen zu laufen, und ließ somit die Phalangiten von ihren ungeschützten Seiten angreifen.
Die starre makedonische Formation konnte hierauf nicht reagieren. Im Nahkampf stellten die etwas längeren römischen Schwerter (gladii) und schwereren Schilde überdies schnell ein Übergewicht gegen die mit Kurzschwertern (eher Dolchen) bewaffneten Makedonen her. Bald wurden die Legionen auch von der römischen Reiterei der rechten Flanke unterstützt, der es gelungen war, die schwächere makedonische Linke niederzureiten. An eine geordnete Gegenwehr der königlichen Soldaten war nun nicht mehr zu denken, sie wurden, weitgehend wehrlos, zu Tausenden niedergemacht.
Als Perseus sah, wie sich der Kampf entwickelte, floh er mitsamt der Kavallerie der makedonischen rechten Flanke. Nach Polybios zog er sich mit den Reitern unter dem Vorwand, dem Herakles zu opfern, in die Stadt zurück. Später wurden beide, der König und die Kavallerie, durch die Überlebenden der Infanterie der Feigheit bezichtigt. Poseidonios schreibt aber zu seiner Verteidigung, Perseus sei bereits verletzt in die Schlacht gezogen, da am Tag zuvor ein Pferd gegen sein Bein getreten habe, und er sei dennoch erst geflohen, nachdem ihn ein Speer gestreift habe. Überdies hatte Perseus schlicht zutreffend erkannt, dass die Schlacht bereits verloren war.
Das Gemetzel dauerte insgesamt kaum mehr als eine Stunde, aber nachdem auch die 3000 Mann starke Königsgarde aufgerieben worden war, hatten die Makedonen insgesamt über 25.000 ihrer 40.000 Soldaten verloren: Nach Plutarch war noch am nächsten Tag das Wasser des Flusses rot vom Blut. Sowohl er als auch Livius betonen, dass die Römer während der Schlacht kein Pardon gewährten, sondern auch Verwundete und jene, die sich ergaben, niedermachten. Erst nach dem Ende des Kampfes wurden etwa 11.000 Makedonen ergriffen und versklavt.

## Politische Folgen
Nach der Schlacht waren drei Viertel der makedonischen Armee tot oder gefangen. Perseus entkam zunächst mit einigen Gefährten und 6000 Talenten Gold. Nachdem er aber einen von diesen ermordet hatte, musste er sich Paullus gefangen geben und wurde 167 in Rom im Triumphzug mitgeführt und anschließend eingekerkert. Wenige Jahre darauf starb er als Staatsgefangener in Alba am Fuciner See. Das makedonische Königreich wurde von den Römern aufgelöst und durch ein Koinon aus vier Teilrepubliken ersetzt, die aber nach einiger Zeit wiederum in eine römische Provinz umgewandelt wurden.

## Analyse
Obwohl diese Schlacht wiederholt die grundsätzliche Untauglichkeit der starren, makedonischen Kriegsführungsart gegenüber einer flexiblen, römischen Kampfweise offenbarte, geht die Niederlage auch auf Fehler in der unbeweglichen Kommandostruktur des Königs zurück. Das Eindringen einzelner Manipel unter der Führung von taktisch selbständig agierenden Centurionen in die Lücken neben der Phalanx hätte nicht geschehen dürfen, zumal die makedonische Version der Phalanx leichte Truppen gegen genau dieses Problem aufbot und Perseus sie zu Beginn der Schlacht auch in seinen Reihen hatte. Die Makedonen waren mit der römischen Kampftaktik zudem eigentlich bereits seit Jahrzehnten vertraut. Die Phalanx war bei Pydna jedoch viel zu schnell und zu weit vorgerückt, so dass die Verbindung zu den flankierenden Truppenkontingenten abriss und die seitliche Deckung verloren ging.
Die Schlacht (wie auch insbesondere die Schlacht bei Magnesia) zeigt dennoch auf, dass die Niederlagen gegen die Römer neben der Unfähigkeit einzelner makedonischer Feldherren auch auf deren überholte Art der Kriegsführung zurückgeführt werden kann.

## Datum der Schlacht
Es gibt vereinzelt die Vermutung, dass die Schlacht nicht am 22. Juni 168 v. Chr., sondern am 2. September 172 v. Chr. stattgefunden habe: Einerseits begann die Mondfinsternis am 22. Juni um 19:20 Ortszeit. Zu dieser Zeit ging allerdings gerade erst die Sonne unter und es ist unwahrscheinlich, dass die Römer so früh schliefen. Außerdem schreibt Plutarch, die Schlacht habe in der Zeit des „θέρους γὰρ ἦν ὥρα φθίνοντος“, am Ende des Sommers stattgefunden, als welchen man den Juni schwer bezeichnen kann. Es gibt auch noch einen weiteren Punkt, der für den 2. September spräche: Plutarch schreibt: „Es war der vierte Tag nach dem Sieg über Perseus, und in Rom sahen eine Menge Leute Pferdewettrennen“. Dies wäre der 7. September gewesen, und um eine Menge Leute in das Stadion zu bekommen, müssen es größere Spiele gewesen sein. Zu diesem Zeitpunkt fanden jährlich die großen Spiele statt (Ludi Romani), während um den 26. Juni keinerlei Feste stattfanden.
Gegen diese Hypothese spricht allerdings unter anderem der Bericht des Zeitgenossen Polybios, der ausdrücklich feststellt, dass die Schlacht von Pydna unmittelbar vor dem Tag von Eleusis (Anfang Juli 168 v. Chr.) stattgefunden habe.